# Kicking Bear

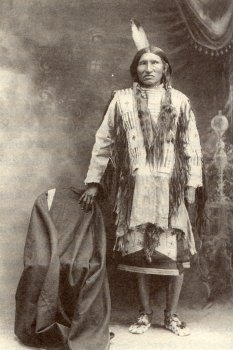
Kicking Bear

Kicking Bear (Schoppende Beer, zijn echte naam was Mato Wanartake) (1853 - 28 mei 1904 (? Manderson, South Dakota)) was een belangrijke aanvoerder van de indiaanse stam van de Sioux. Hij speelde een prominente rol in de groeiende weerstand van de indianen tegen hun blanke Amerikaanse tegenstanders aan het eind van de negentiende eeuw.

## De eerste jaren
Hoewel het bekend is wanneer Kicking Bear is geboren, is het niet bekend waar hij werd geboren. Zijn vader was Black Fox (Zwarte vos) en zijn moeder heette Woodpecker (Specht). Door zijn huwelijk met Woodpecker Woman, de nicht van een Sioux leider, rees zijn sociale status. Hij verwierf aanzien in verschillende slagen om het Lakota gebied te verdedigen. De belangrijkste slag die aan zijn naam verbonden wordt is de Slag bij de Little Bighorn. Hier overwon een coalitie van Sioux en Cheyenne indianen een Amerikaanse legermacht mede aangevoerd door generaal George Armstrong Custer.

## Kicking Bear en Wovoka
In 1889 leerde Kicking Bear de indiaanse prediker Wovoka en diens missie kennen. Wovoka beweerde de nieuwe messias te zijn die een nieuwe wereld aankondigde. In een nieuw land met groene weiden en grote kuddes bizons, zouden alle mensen herenigd worden met hun voorouders. Om de komst van de nieuwe aarde te bespoedigen en er deel aan te hebben, gaf Wovoka de van oudsher bekende Ghost Dance een nieuwe impuls.
Kicking Bear was onder de indruk van Wovoka's boodschap, maar gaf er zijn eigen interpretatie aan. Zo sloot hij, in tegenstelling tot wat Wovoka preekte, blanken uit als deelnemers aan de nieuwe wereld. Sterker nog, hij wees op het bestaan van speciale Ghost Dance kledij die de drager onkwetsbaar zou maken voor blanke kogels. Kicking Bear trok daarmee het ritueel van de Ghost Dance nadrukkelijk in een "anti-Amerikaanse" context. De populariteit van de Ghost Dance verspreidde zich snel onder de indianenstammen van het westen van de Verenigde Staten. De ernstige gevolgen van de economische en sociale achterstelling van de indianen begonnen zich in die jaren het hardst voelen waardoor een voedingsbodem ontstond voor rebellie tegen de blanken.

## De toespraak van Kicking Bear
In 1890 sprak Kicking Bear een raad van vooraanstaande Sioux indianen toe. Kicking Bear had het jaar ervoor de bijzonder inspirerende boodschap van Wovoka ontvangen. Hoewel er bij de bijeenkomst geen blanken aanwezig waren, wist majoor James McLaughlin de inhoud van de toespraak te bewaren voor het nageslacht. In zijn boek My Friend The Indian nam hij de toespraak op zoals hij deze had door gekregen van een Sioux die aanwezig was geweest bij de raadsvergadering: Short Bull. De versie die hij weergeeft is dus de door Short Bull gememoreerde.
Kicking Bear raakte al bij het begin van zijn rede de kern van zijn boodschap:
"Mijn broeders, ik breng jullie de belofte van een dag waarop geen blanke zijn hand zal leggen op de teugel van een paard van een indiaan. Wanneer de rode mens van de prairie de wereld zal regeren en niet door iemand verdreven zal worden van de jachtgronden." Vervolgens vertelde Kicking Bear hoe ooit de messias door de blanke was gedood en binnenkort terug zou keren samen met de geesten van gestorvenen: nu om de indianen te redden.
Uitvoerig vertelde Kicking Bear hoe hij aan zijn boodschap gekomen was. Nadat hij door een gids via een trap van kleine wolken door een opening in de lucht was geleid ontmoette hij de Grote Geest en diens echtgenote:
"We lagen gestrekt op de vloer maar ik zag dat ze als indianen gekleed waren. Toen, door een opening in de lucht, toonden ze ons alle landen van de wereld en de verblijfsgebieden van onze vaderen sinds het begin der tijd; alles was er: de tipi's, en de geesten van onze vaderen, en grote kuddes buffels en land dat glimlachte omdat het rijk was, en de blanke was daar niet."
Toen toonde hun gids zijn handen en voeten aan Kicking Bear. Ze hadden de sporen van de verwondingen naar aanleiding van de kruisiging door de blanken: Kicking Bear kreeg zijn boodschap van de messias zelf. De messias schetste een beeld van de nieuwe wereld die bedekt zou worden met nieuwe, vruchtbare aarde waarop de indiaan voorspoedig zou leven maar die de blanke zou bedekken. Overigens waarschuwde Kicking Bear zijn volk: mocht iemand twijfelen aan zijn boodschap dan zouden "onwenselijke plaatsen hun deel zijn" waar zij verloren zouden zijn en moeten rondzwerven totdat ze de liederen en dansen van de geesten leerden.
Voor hen die wel geloofden kreeg Kicking Bear een opwekkende boodschap:
"En terwijl mijn kinderen dansen en zich gereed maken om de geesten te vergezellen, zullen ze geen angst voor de blanke hebben, want ik zal het geheim om kruit te maken ontnemen aan de blanke en het kruit dat ze nu in bezit hebben zal niet branden als het gericht wordt tegen het rode volk."
Kort na het beëindigen van de volgende winter, zo beloofde Kicking Bears gids, zou de nieuwe wereld verschijnen.
Hoewel de letterlijke tekst van de toespraak dus niet overgeleverd is, zal deze rede een enorme indruk hebben gemaakt op de aanwezigen.

## De Ghost Dance bereikt zijn hoogtepunt
Intussen waren de Amerikaanse autoriteiten nerveus geworden door de spectaculaire opkomst van de Ghost Dance. Men besloot Sitting Bull, oom van Kicking Bear en degene die hem had toegestaan de Ghost Dance te verspreiden, te arresteren. Bij de poging om hem op te pakken kwam de leider van de Sioux echter tragisch om het leven. Een absoluut dieptepunt in de relatie tussen indianen en regering in die jaren werd het bloedbad van Wounded Knee. In een poging om een groep indianen te ontwapenen die hun kamp had opgeslagen bij het riviertje de Wounded Knee werd plotseling een geweer afgevuurd. In de daarna ontstane verwarring werden enkele honderden Sioux indianen gedood. De groeiende betekenis van de Ghost Dance was daarmee beëindigd.

## Gevangenschap en tournee
Na deze gebeurtenis werd Kicking Bear, met negenentwintig andere Ghost dansers, door Generaal Nelson A. Miles gearresteerd en opgesloten in Fort Sheridan, Chicago, (Illinois). Buffalo Bill Cody had opnieuw toestemming gekregen van Commissioner Morgan om vijfenzeventig Sioux indianen in dienst te nemen voor een Europese tournee van zijn Wild West show. Op weg naar de reservaten ging hij bij Generaal Miles in Chicago langs. Deze stelde Cody voor zijn Sioux gevangenen uit Fort Sheridan als show-indianen in dienst te nemen, aangevuld met indianen van de reservaten. Redenen van de Generaal hiervoor waren: de lastige indianen zouden zonder kosten voor de overheid maandenlang weggehouden worden van het reservaat en in het oosten van Amerika en in Europa de enorme aantallen en macht van de blanken zien. Commissioner Morgan was het ermee eens en voegde eraan toe dat op deze manier de kans op een nieuwe uitbraak van de Ghost Dance religie onder de Sioux nihil zou worden. De tournee zou twee jaar duren en tegen de tijd dat de indianen terugkeerden zou de Ghost dance geen aanleiding voor rebellie meer geven voor de Sioux, zo redeneerde Morgan. Laat in de winter van 1891 mocht Kicking Bear samen met Short Bull en eenentwintig andere Sioux tot zijn opluchting Fort Sheridan verlaten en vertrokken zij met Buffalo Bill Cody via Philadelphia en Antwerpen naar Duitsland. Kicking Bear vertelde Cody dat hij de zes weken in Fort Sheridan zich dood gevoeld had, maar nu hij Cody zag was hij weer levend. De show toerde door Duitsland, Nederland, België en Groot-Brittannië. Nate Salsbury, een medewerker van Cody, zei over Kicking Bear dat hij in tegenstelling tot Short Bull een echte relschopper was. Voor sommigen van de voormalige gevangenen was de tournee na bijna een jaar wel genoeg straf geweest: zij wilden naar huis. Kicking Bear ervoer de trip naar Europa als vernederend. Buffalo Bill Cody was ook wel aan vakantie toe en reisde met hen terug naar Chicago. Zij kregen echter niet allemaal toestemming om naar huis te gaan. Kicking Bear, Short Bull en negen andere 'relschoppers' werden in maart 1892 weer opgesloten in Fort Sheridan, terwijl de dertien overige Sioux terug naar het Pine Ridge Indian Reservation mochten. In oktober van dat jaar keerden als laatsten Kicking Bear en Short Bull terug naar South Dakota. Van verdere politieke activiteiten of ambities is niets bekend. Tot aan zijn dood in 1904 bleef het stil rond Kicking Bear.